# Siebe Horemans
Siebe Horemans (Gent, 2 juni 1998) is een Belgisch voetballer die doorgaans als rechtsback speelt. Hij verruilde in 2024 Excelsior Rotterdam voor FC Utrecht.

## Clubcarrière

### AA Gent
Horemans is afkomstig uit de jeugd van AA Gent. Op 31 juli 2016 zat hij voor het eerst op de bank op de openingsspeeldag van het seizoen 2016/17 in de Jupiler Pro League tegen KV Kortrijk. Op 4 augustus 2016 debuteerde de centrale verdediger in de basiself in de terugwedstrijd in de UEFA Europa League tegen Viitorul Constanța. Hij kreeg een basisplaats van coach Hein Vanhaezebrouck nadat De Buffalo's de heenmatch met 5–0 hadden gewonnen. In de nationale competitie maakt Horemans zijn debuut op 21 augustus 2016 in de thuiswedstrijd tegen Westerlo, die met 4-2 gewonnen werd. Horemans speelde de volle 90 minuten.

### OH Leuven
Op 31 januari 2017 maakte KAA Gent bekend dat Horemans samen met Lucas Schoofs voor de rest van het seizoen werd verhuurd aan tweedeklasser OH Leuven, met als doel speelminuten op te doen.

### Terug bij AA Gent
Bij het begin van het seizoen 2017/18 keerde hij terug naar AA Gent. Zijn contract werd meteen ook met twee jaar verlengd tot 2020. Begin 2018 liep hij een blessure op aan de voorste kruisband van de knie. Hij moest worden geopereerd met zes maanden onbeschikbaarheid tot gevolg.

### Excelsior
In het seizoen 2018/19 speelde Horemans op huurbasis in Nederland voor SBV Excelsior.. Na dat seizoen werd hij definitief overgenomen door Excelsior. Vanaf dat moment was Horemans de vaste rechtsback van Excelsior, die alleen bij blessures of ziekte ontbrak in de basisopstelling. Op 7 december 2020 maakte Horemans zijn eerste goal voor Excelsior in de competitiewedstrijd tegen FC Volendam (2-3 nederlaag). Dat seizoen speelde hij alle wedstrijden in de competitie en de beker en miste hij in de competitie slechts 42 minuten door drie keer gewisseld te worden. Het seizoen 2021/22 miste hij slechts twee wedstrijden door corona en een schorsing. In de play-offs om promotie speelde hij alle zes wedstrijden mee, ook de finale tegen ADO Den Haag, die na penalty's beslist werden. Horemans maakte de negende en laatste penalty, waarna AD0-speler Jamal Amofa miste.
Op 6 augustus 2022 maakte Horemans zijn debuut in de Eredivisie met een 0-2 overwinning op SC Cambuur. Op 28 augustus scoorde Horemans zijn eerste Eredivisiegoal, in het duel met PSV dat weliswaar met 1-6 verloren ging. Op 23 oktober was Horemans trefzeker in de verrassende 2-1 overwinning op AZ.

### FC Utrecht
Op 28 maart 2024 werd bekend dat Horemans transfervrij de overstap zou maken naar FC Utrecht, waar hij een contract voor drie seizoenen tot de zomer van 2027 tekende. 

## Clubstatistieken
| Seizoen        | Club           | Competitie      | Competitie | Competitie | Beker | Beker | Overig | Overig | Totaal | Totaal |
| Seizoen        | Club           | Competitie      | Wed.       | Dlp.       | Wed.  | Dlp.  | Wed.   | Dlp.   | Wed.   | Dlp.   |
| -------------- | -------------- | --------------- | ---------- | ---------- | ----- | ----- | ------ | ------ | ------ | ------ |
| 2016/17        | KAA Gent       | Eerste klasse   | 1          | 0          | 0     | 0     | 1      | 0      | 2      | 0      |
| 2016/17        | → OH Leuven    | Eerste klasse B | 7          | 1          | 0     | 0     | 0      | 0      | 7      | 1      |
| 2017/18        | KAA Gent       | Eerste klasse   | 1          | 0          | 0     | 0     | 0      | 0      | 1      | 0      |
| 2018/19        | → Excelsior    | Eredivisie      | 9          | 0          | 0     | 0     | 2      | 0      | 11     | 0      |
| 2019/20        | Excelsior      | Eerste divisie  | 25         | 0          | 1     | 0     | 0      | 0      | 26     | 0      |
| 2020/21        | Excelsior      | Eerste divisie  | 38         | 2          | 4     | 1     | 0      | 0      | 42     | 3      |
| 2021/22        | Excelsior      | Eerste divisie  | 36         | 1          | 2     | 0     | 6      | 0      | 44     | 1      |
| 2022/23        | Excelsior      | Eredivisie      | 30         | 3          | 2     | 0     | 0      | 0      | 32     | 3      |
| 2023/24        | Excelsior      | Eredivisie      | 26         | 3          | 3     | 1     | 0      | 0      | 29     | 4      |
| Carrièretotaal | Carrièretotaal | Carrièretotaal  | 173        | 10         | 12    | 2     | 9      | 0      | 194    | 12     |

## Interlandcarrière
Horemans kwam uit voor meerdere Belgische nationale jeugdelftallen. Hij maakte deel uit van de selectie van België –17 op het EK –17 van 2015, maar kwam hierop zelf niet in actie.